# Brachypipona grata
Brachypipona grata är en stekelart som först beskrevs av Kurzenko 1977.  Brachypipona grata ingår i släktet Brachypipona och familjen Eumenidae. Inga underarter finns listade.